# 弁官
弁官（べんかん、辨官）は、朝廷の最高機関、太政官の職である左大弁（さだいべん）・右大弁（うだいべん）・左中弁（さちゅうべん）・右中弁（うちゅうべん）・左少弁（さしょうべん）・右少弁（うしょうべん）の総称である。唐名（漢風名称）は尚書。通説においては四等官の中の判官（じょう）に相当するが、異説として弁官を含めた弁官局を太政官の別局として捉え、元は本来の四等官の系列には含まない品官であったする説もある。また、『延喜式』においても、季禄・時服・馬料・要劇料などの給与の支給手続やそのために必要な上日の集計・考文の送付などが太政官とは別個に行われ、人事・財政体系における太政官からの独立性が確認できる。
大弁は従四位上、中弁は正五位上相当、少弁は正五位下相当（養老令官位令）。
官庁を指揮監督する役を負っていたため、後には少納言より高位に位置づけられ、参議と大弁を兼任する者もいた。また、蔵人頭と大弁または中弁を兼ねる者もおり、特に頭弁（とうのべん）と称された。
左中弁以上の経験者には参議に昇進する資格があり（右中弁以下にはない）、将来三位以上に昇る道が開かれた出世の登竜門であった。

## 職掌
その職掌は各省とその傘下の役職の監督が主であり、庶事の受け付け、官内の糾（糺）弾と決裁、起案文への署名、公務の遅滞や過失の判断、諸官庁の宿直と諸国司の朝集の裁定をつかさどった（大宝令職員令）。律令の規定では、八省のうち中務省・式部省・治部省・民部省を左弁官局が、兵部省・刑部省・大蔵省・宮内省を右弁官局が受け持つこととされていたが、実際には弁官局総体で八省を管轄したようである。また、『集解令釈』（『令集解』の「令釈」）職員令太政官条には神祇官と春宮坊のことも左弁官が扱ったと記されている。

## 定員
定員は左右の大弁・中弁・少弁各1名の合計6名であるが、中弁・少弁において合計2名まで権官の設置が許されて「八弁」と称された。後に弁官に置かれる権官は1名となり「七弁」と称された。平安時代中期には権左中弁が置かれる例が多かったが、院政期には権右中弁が置かれる例が一般的となった。

## 任官・昇進・兼官など
弁官はその職掌上、実務に堪能な者を必要とすることから、少弁に任官後は順送りに昇進し（例、右少弁→左少弁→右中弁→権左中弁→左中弁→右大弁→左大弁）、大弁まで一貫して弁官を務める者も多かった。もちろん、少弁から中弁に昇進せずに弁官を離れる例や、少弁を経ずに直接中弁に任じられる例も少なくない。中弁を経ずに大弁に直任されるのは稀な例であった。
少弁は五位を原則とし、少弁に在任中に四位に叙されると少弁を辞める例であった。従って、少弁から中弁へと昇進する場合、正五位下で少弁から中弁に転任し、中弁となってから従四位下に叙されるのが一般的であった。
左大弁・右大弁は参議が兼帯する例も多かった。また、非参議四位の大弁・中弁が蔵人頭に補される例は多く、頭弁と称した。非参議の左大弁・右大弁は参議へ昇進する資格があった。また、左中弁で年労のある者も参議への昇進資格があったが、参議が左中弁を兼帯することはないため、参議に任じられる際に大弁に欠員がなく右大弁以上に転任できなければ、左中弁を辞め、弁官を離れることになっていた。
少弁や五位中弁で五位蔵人を兼任する例も多かった。特に、五位蔵人・衛門権佐・少弁（または五位中弁）の三つを兼任することは「三事兼帯」と呼ばれ、諸大夫出身の実務官人にとって名誉なことであった。
弁官とともに公卿への重要な昇進コースであった近衛中将・少将が弁官を兼ねる例は、平安時代の前期まで時々見られた。中将が大弁や中弁を兼ねる例は、寛平9年（897年）6月19日に左中将を止めた参議左大弁源希が最後である。その後も少将が弁官を兼ねる例は稀に見られたが、永延3年（989年）4月5日に左少将藤原伊周が右中弁を兼ね（7月13日に左少将から右少将に転じる）、翌永祚2年（990年）7月10日に右中将に転じて右中弁を辞めたのが最後の例となった。
朝廷の力が衰退した室町時代から戦国時代にかけては、弁官は必ず蔵人（職事）を兼任し、大弁が参議を兼ねると蔵人を退く慣例があった。また、名家・羽林家級の実務官僚（特に日野流・勧修寺流）が弁官の地位を多く占めるようになる。名家や羽林家は納言・参議に進んで上卿や伝奏を務めえる家柄であり、喫緊の場合には天皇が父子ごと召し出して父（納言または参議）が上卿を務め、子（弁官・職事）が奉行して宣下を出すことも可能であった。こうしたシステムは朝廷の組織が機能しなくなり、残された実務を必要最低限の人員で効率よく動かす必要に迫られた当時の状況に即して考案された工夫であった。

## 弁官局
弁官の下には史（左大史・右大史・左少史・右少史）や使部・官掌・史生・直丁などが属して左右の弁官局を構成する。議政官（大臣・大納言・中納言・参議）の下で太政官の実務を担う枢要の部署であり、少納言局と合わせて太政官三局という。
大史は正六位上、少史は正七位上相当であった（同官位令）が、鎌倉時代までに左大史上首が五位に昇る慣例ができ、大夫史と呼ばれた。
大少史は、受領した公文の記録、起案文の作成と署名、公務の遅滞や過失の調査、公文の読申を所掌した（同職員令）。その他の史生、官掌、直丁らは、官位相当対象外の雑任官であり、文書筆写や訴人案内などの雑務に従事した。定員は左右の大史・少史各2名、史生10名、官掌2名。
弁官局で実際に実務を運営したのは大少史であり、特殊技能である算道、文書作成の慣行に関する知識が求められることから、専門職として一体意識が醸成され、大少史の筆頭である左大史上首が大少史を統括する弁官局の主催者となった。
10世紀末に小槻奉親が左大史に補任されて以来、小槻氏の嫡系は代々左大史に昇った。12世紀ごろには小槻氏が左大史を独占する人事が定着した。弁官局を主宰する左大史は官務と呼ばれ、官務を世襲する小槻氏は官務家と称されるようになった。